# Crossocerus dimidiatus
Crossocerus dimidiatus är en stekelart som först beskrevs av Fabricius 1781.  Crossocerus dimidiatus ingår i släktet Crossocerus, och familjen Crabronidae. Arten är reproducerande i Sverige.